# Honen Matsuri

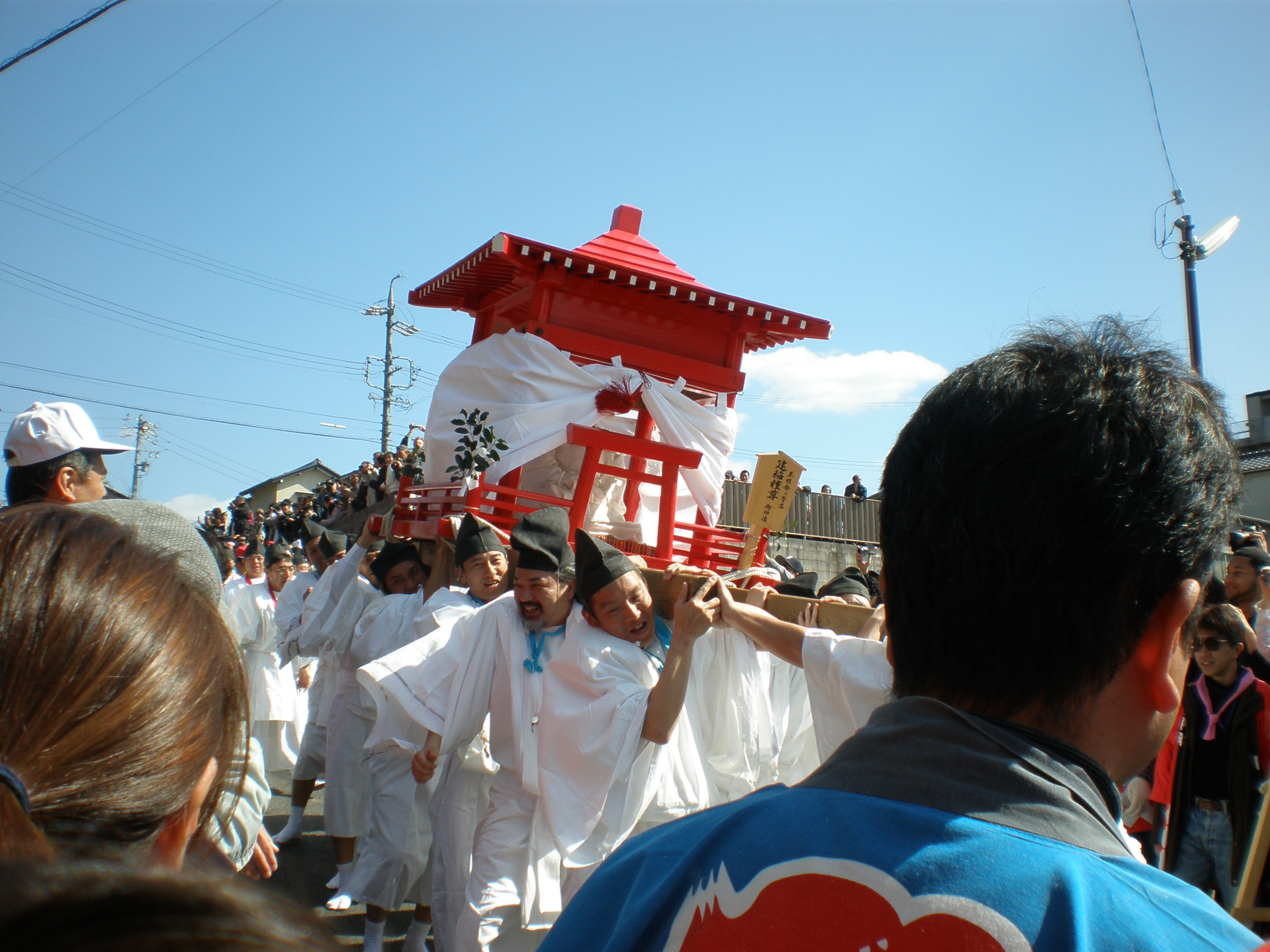
Hōnen Matsuri

Honen Matsuri (豊年祭, Hōnen Matsuri)  is een festival dat elk jaar op 15 maart in Japan gevierd wordt. Het festival is er om de goede oogst en de vruchtbaarheid te vieren. De bekendste plek waar het festival gehouden wordt is de stad Komaki, die iets te noorden ligt van Nagoya. 
De belangrijkste kenmerken van het feest zijn de Shintopriesters die een muziekinstrument bespelen en een 280 kg zware en 2,5 meter lange houten fallus. Het fallussymbool wordt vervoerd van een heiligdom genaamd Shinmei Sha (in even jaren) op een grote heuvel of van het heiligdom Kumano-sha (in oneven jaren) naar het heiligdom Tagata Jinja.